# 穆棱河
穆棱河（ムレンがわ）とは、主に中華人民共和国の黒竜江省と吉林省を流れる河川で、ウスリー川左岸の支流の1つである。
満州語などのトゥングース語ではムレン川(muren bira)と呼ばれており、現在の中国語名「穆棱河（mùléng hé）」及びロシア語名「ムリン川（Мулинхэ）」はこれに由来する。

## 概要

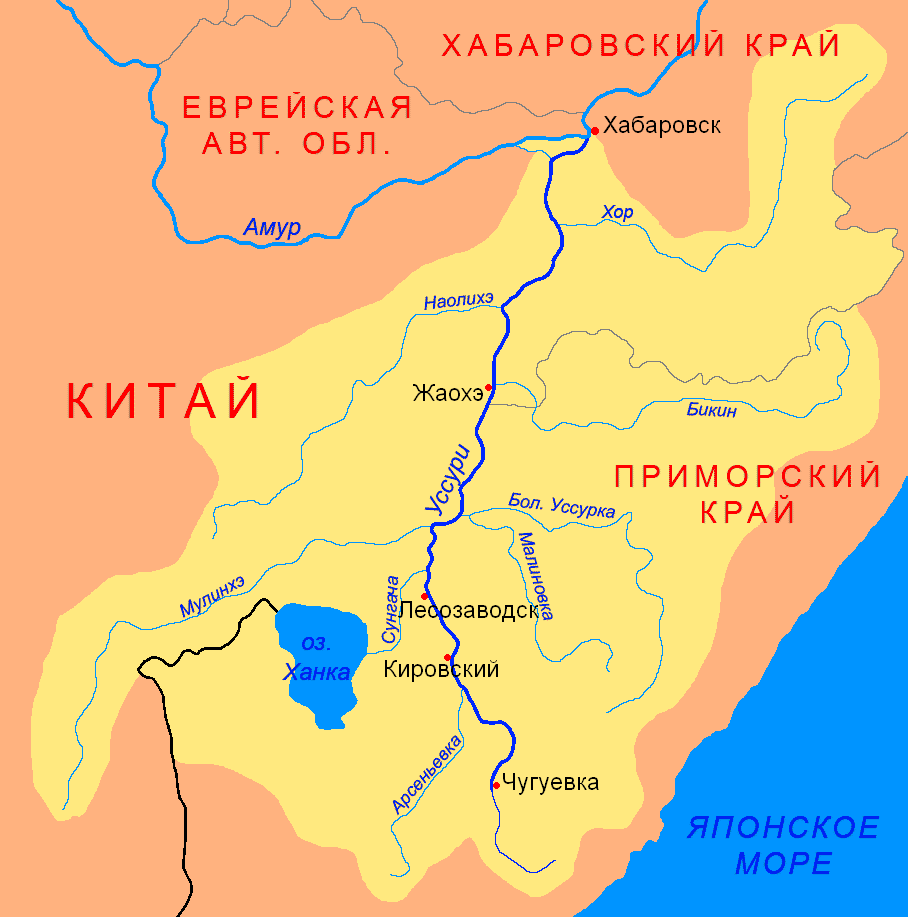
ウスリー川流域

穆棱河は上流では山岳地帯を流れ、中流及び下流では平野を流れる。下流の流れは緩やかで、湿地が多い。川の長さは577kmで、流域面積は18.5km2。
穆棱河は中華人民共和国とロシア連邦の国境近くでウスリー川に合流し、ロシア河から流れてくるウスリー川の右支流大ウスルカ川の合流地点が近いため、ダリネレチェンスクで大量の沈泥を引き起こしている。
穆棱河は現中露国境にほど近いため、かつては中ソ紛争・ソ連対日参戦の戦場となっている。